# 珠海公交8路线
珠海公交8路线，是中国广东省珠海市内一条公共汽车路线，往来香洲及拱北口岸总站。

## 线路简介
- 珠海公交8路线由珠海公交巴士有限公司（原珠海市公共汽车公司）拱北分公司营运，为珠海市最繁忙的巴士线路、每日发车班次最多的巴士线路之一。
- 该线路走向为香洲-拱北口岸总站，全线拥有26台车，车型全为珠海廣通GTQ6105BEVB2及GTQ6105BEVB3純電動巴士。
- 服务时间：香洲开出：早上06:15至晚上23:50；拱北口岸总站开出：早上06:15至晚上23:50。
- 班次间隔：平均6分钟。
- 每日发班：174班。

## 历史
- 本线路于1990年由珠海市公共汽车公司開通，开通初期路线为“香洲—拱北”，途经船廠、百貨公司、人民醫院、老幹所、新村、翠前新村、明珠北、白石南、涼粉橋、拱北市場等地。全线采用广客GZK644型客车运营。[2][3]
- 1994年，本线路改为无人售票票制，全线改用GZK6100GA型客车运营，全程收费1元。
- 1997年，增設空調車服務。
- 2003年，本线路車型更換為廈門金龍XMQ6113GJ、GJ2型巴士。
- 2006年，珠海公汽调整旗下线路票价，本线路普通车票价调整为1.5元，空调车票价调整为2.5元。
- 2010年，该线路改由“华润万家”（现“拱北万家”）始发。
- 2011年6月28日，珠海公交对旗下所有巴士线路票价进行调整，该线路空调车票价调整为2元/人，普通车票价维持不变。
- 2011年12月，本線路空調車更換為鄭州宇通ZK6100HGA型巴士，普通車更換為鄭州宇通ZK6108HGC型及廈門金龍XMQ6119G型巴士。
- 2014年5月15日，本线路首末站由“拱北万家”调整至“拱北口岸总站”始发，同时实施拱北万家到拱北口岸总站免费换乘服务。[4]
- 2015年7月17日，本線路改為全空調服務，並將部分派車更換為珠海廣通GTQ6105BEVB2純電動巴士，並設有輪椅設施，成為珠海公交首條設有輪椅設施的巴士路線。
- 2015年11月，本線路剩余部分派車更換為珠海廣通GTQ6105BEVB3純電動巴士，採用0+2布局。